# Prim i Felicià de Mentana
Prim i Felicià (Nomentum?, actual Mentana, província de Roma, segle iii - ca. 297 o 303) van ser dos cristians, martiritzats durant les persecucions de Dioclecià i Maximià. Són venerats com a sants a tota la cristiandat. Van originar la llegenda dels sants Prim i Felicià d'Agen, en un procés de desdoblament de personalitat hagiogràfica. Se'n sap poca cosa del cert. Una passio tardana, del segle iv, poc versemblant, que Jacopo da Varagine fa servir a la Llegenda àuria, diu que eren germans, ja grans, d'uns vuitanta anys, que es negaren a fer sacrificis als déus pagans i que van ser torturats i decapitats.

## Veneració
Ja el Martyrologium Hieronymianum del segle v els cita el 9 de juny dient que són sebollits a la XV milla de la Via Nomentana de Roma, prop de l'actual Mentana. El Liber Pontificalis diu que el papa Teodor I (642-649) va fer traslladar els seus cossos a Roma, on van ser inhumats a un altar de Santo Stefano Rotondo, on són representats en un mosaic del segle vii, a banda i banda d'una creu. Van ser els primers màrtirs dels que consta que les restes es van traslladar a Roma.
Eren inclosos al Martirologi romà, però en 1969 es deixà el seu culte com a optatiu, ja que es va considerar que tenien una devoció local.

### Veneració a Baviera
Segons una tradició bavaresa, Prim i Felicià eren legionaris romans, cristians i missioners a la regió de Chiemgau. Prim va descobrir una font amb propietats guaridores en un bosc, i mentre predicaven, guarien els malalts que hi anaven. En tornar a Itàlia, Dioclecià els va martiritzar.
La font, encara existent a Adelholzen, té el nom de Font de Sant Prim i és termal; en 1615 es va construir a la vora una capella dedicada als dos germans.

### Confusió amb els sants d'Agen
Durant el segle x, a Agen, on es veneraven els sants Caprasi i Alberta d'Agen, es desenvolupà el culte a una llegendària Fe d'Agen. Alhora, aquest culte es barrejà amb les figures dels sants Prim i Felicià i es van crear les figures llegendàries dels sant Prim i Felicià d'Agen, que suposadament eren germans de Caprasi.
Una llegenda diu que durant les persecucions del prefecte Dacià, Caprasi va marxar a Mont-Saint-Vincent, prop d'Agen; va ser testimoni del martiri de Fe i, proclamant-se cristià, ell mateix va ser condemnat i executat, juntament amb Alberta, la germana de Fe, i segons algunes fonts mare de Caprasi, i els dos germans de Caprasi, Prim i Felicià.